# Запад штата Минас-Жерайс (мезорегион)
Запад штата Минас-Жерайс (порт. Mesorregião do Oeste de Minas) — административно-статистический мезорегион в Бразилии, входит в штат Минас-Жерайс. Население составляет 955 030 человек (на 2010 год). Площадь — 24 038,205 км². Плотность населения — 39,73 чел./км².

## Демография
Согласно сведениям, собранным в ходе переписи 2010 г. Национальным институтом географии и статистики (IBGE), население мезорегиона составляет:
| Полное население                            | Полное население                            | Полное население                            | Полное население                            | 955 030 |
| ------------------------------------------- | ------------------------------------------- | ------------------------------------------- | ------------------------------------------- | ------- |
| в том числе:                                | Городское население                         | 842 622                                     | Процент городского населения, %             | 88,23   |
|                                             | Сельское население                          | 112 408                                     | Процент сельского населения, %              | 11,77   |
|                                             | Мужское население                           | 475 746                                     | Процент мужского населения, %               | 49,81   |
|                                             | Женское население                           | 479 284                                     | Процент женского населения, %               | 50,19   |
| Плотность населения, чел/км²                | Плотность населения, чел/км²                | Плотность населения, чел/км²                | Плотность населения, чел/км²                | 39,73   |
| Население мезорегиона в % к населению штата | Население мезорегиона в % к населению штата | Население мезорегиона в % к населению штата | Население мезорегиона в % к населению штата | 4,87    |

## Статистика
- Валовой внутренний продукт на 2003 год составляет 5 374 969 057,00 реалов (данные: Бразильский институт географии и статистики).
- Валовой внутренний продукт на душу населения на 2003 год составляет 6084,22 реалов (данные: Бразильский институт географии и статистики).
- Индекс развития человеческого потенциала на 2000 год составляет 0,789 (данные: Программа развития ООН).

## Состав мезорегиона
В мезорегион входят следующие микрорегионы:
1. Кампу-Белу
2. Дивинополис
3. Формига
4. Оливейра
5. Пиуми